# 鷹ノ巣城 (相模国)
鷹ノ巣城（たかのすじょう）、または鷹巣城・鷹の巣城は、神奈川県足柄下郡箱根町小涌谷字上鷹ノ巣にあった後北条氏の日本の城。なお類似の城名は全国にある（鷹巣城）。

## 概要
関東へ行くには足柄峠を越える道と箱根山を越える道が存在し、足柄峠への道には足柄城を、そして箱根には鷹ノ巣城をおいた。箱根などの城は番城（本城の直属の城で城主をおかないこと）であり、鷹ノ巣城もその一つだった。
天正18年（1590年）の小田原征伐においては徳川家康に攻められ3月29日に落城し、その後家康は本陣としたが、今井陣屋に移ったことで廃城になった。

## 所在地
箱根の山中にある典型的な山城とされるが、正確な所在位置については不明という。『日本城郭大系』では、箱根の鷹巣山（鷹ノ巣山）山頂に所在したとする説を、遺構が確認できないことから否定的に見ており、鷹巣山の北側にある浅間山（前鷹ノ巣山）が真の所在地かもしれないとの見解を示している。